# ダビド・フンカ
ダビド・フンカ・レニェ（David Juncà Reñe、1993年11月16日 - ）は、スペイン・リュモール出身のサッカー選手。ポジションはDF。

## 来歴
2011年にジローナFCでプロデビュー。12月17日のジムナスティック・タラゴナ戦でプロ初出場。以降2014-15シーズンまで所属。
2015年7月28日、プリメーラ・ディビシオンに初昇格したSDエイバルと3年契約を締結。乾貴士らと共にエイバル躍進の原動力となり、2017年11月20日のレアル・ベティス戦では、5-0の圧勝の原動力となった。
2018年5月31日、セルタ・デ・ビーゴと5年契約を締結した。
2021年7月26日、古巣のジローナFCに復帰し、1年契約を結んだ。
2022年12月29日、ヴィスワ・クラクフに加入した。